# Francisco Silvela
Francisco Silvela y de Le Villeuze (Madrid, 15 dicembre 1843 – Madrid, 29 maggio 1905) è stato un politico spagnolo.
È stato Presidente del Consiglio dei ministri due volte sotto il regno di Alfonso XIII.